# مزيج بوردو

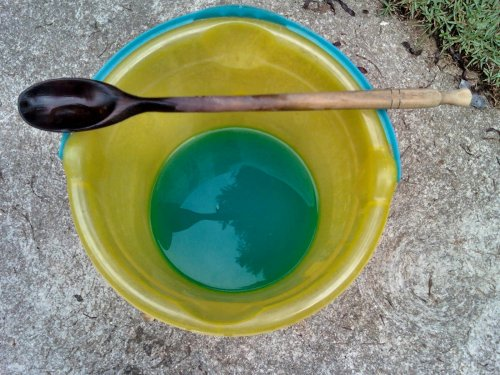
مزيج بوردو

مزيج بوردو أو خليط بوردو  هو اسم شائع لمزيج من محلول كبريتات النحاس الثنائي CuSO4 وأكسيد الكالسيوم (الجير الحي) CaO، و هو مستعلق أخضر يستخدم بشكل أساسي مبيداً للفطريات في مزارع الكروم والفاكهة والحدائق. يقاوم هذا المزيج عدداً من الفطريات مثل البياض الزغبي (فطر العفونة) والبياض الدقيقي.
اكتشفت خواص هذا المزيج المبيدة للفطريات في منطقة بوردو الفرنسية في القرن التاسع عشر. ولكن هناك حالياً تحفظات على استخدامه نظراً لأثره الملوث على البيئة.